# Владимирские мученики

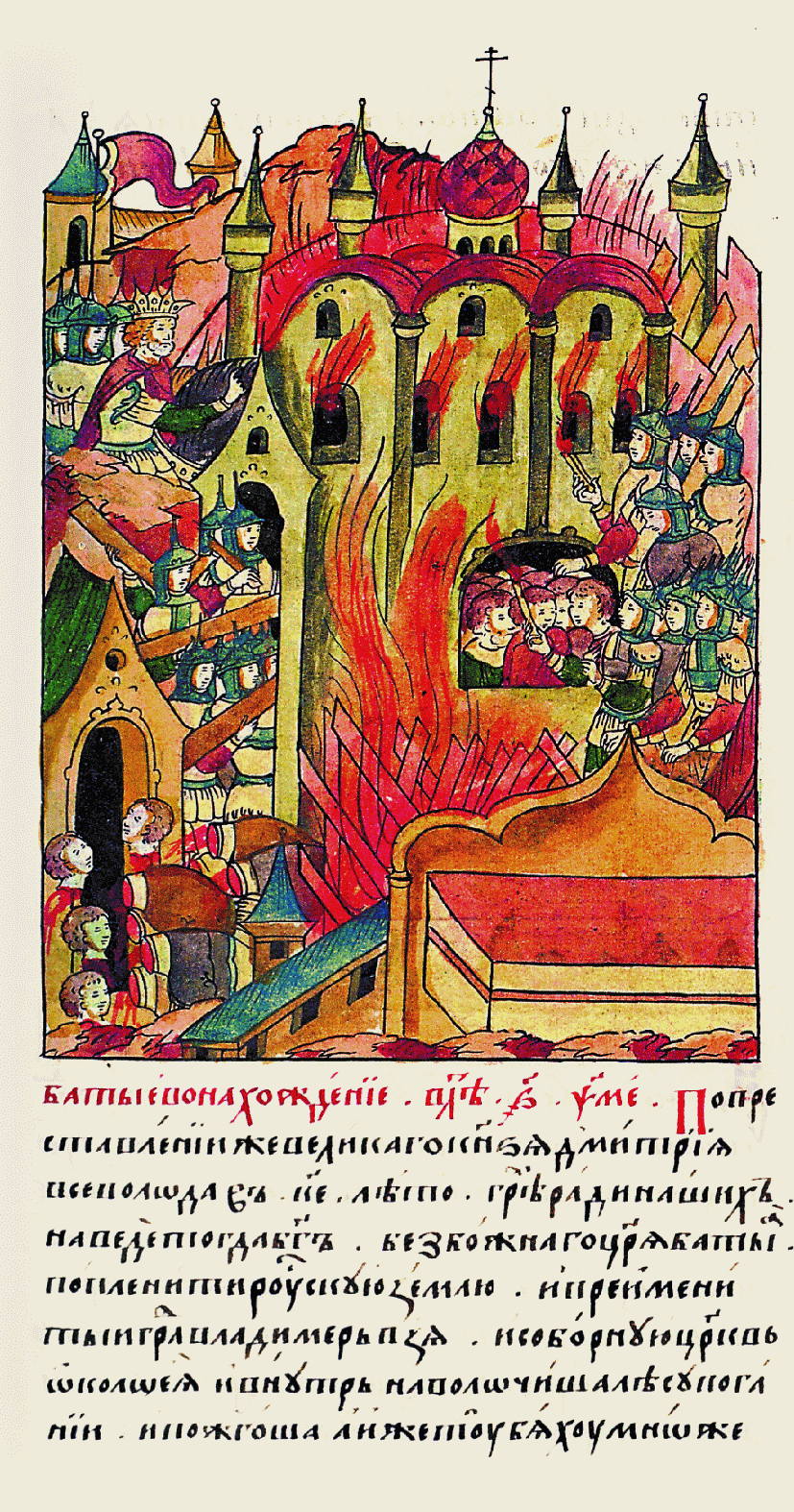
Сожжение Успенского храма во Владимире ханом Батыем. Миниатюра Лицевого летописного свода

Владимирские мученики княгиня Агафия Всеволодовна, сыны её Всеволод Юрьевич, в крещении Димитрий, Мстислав Юрьевич и Владимир Юрьевич, внуки Димитрий младенец и др., дочь её Феодора и снохи её Мария и Христина — православные святые в лике благоверных князей, члены семьи великого князя Владимирского Юрия (Георгия) Всеволодовича, погибшие во время татаро-монгольского нашествия в 1238 году.

## Список
1. Агафия Всеволодовна — жена владимирского князя
  1. Всеволод Юрьевич (в крещении Димитрий) + Марина (Мария) Владимировна, дочь Владимира Рюриковича Киевского[1]
    1. дочь Евдокия и сын Авраамий[2]

  2. Владимир Юрьевич + Христина Владимирская
  3. Мстислав Юрьевич + Мария Владимирская (по указанию Голубинского — безымянная)
  4. Феодора Юрьевна
  5. Феодора — еще одна невестка

Имена погибших невесток и внуков Юрия Всеволодовича не упоминаются в источниках, созданных вскоре после событий (например, в описании событий монгольского нашествия в современном ему летописании, сохранившемся в составе Лаврентьевской и Ипатьевской летописей). Эти имена с XV—XVI веках фигурируют в митрополичьих и царских синодиках. 

## Гибель
Считается, что они погибли при взятии монголо-татарами Владимира-на-Клязьме 7 февраля 1238 года: заживо сгорели в Успенском соборе или были замучены в ставке Батыя.

### Смерть сыновей
Когда татары осадили город, они предложили русским сдаться в обмен на сохранение жизни захваченного ими князя Московского Владимира Юрьевича — в середине января этого года он вместе с воеводой Филиппом Нянькой оборонял Москву от войск Чингизидов, где он попал в плен. Когда его братья-князья, оборонявшие город отказались, 2 февраля татары предали казни Владимира перед Золотыми воротами на глазах у владимирцев. Предположительно в память о месте гибели святого Владимира на левом (западном) косяке арочного проёма Золотых ворот уставом была сделана памятная надпись: «Гюргич», которую Н. Н. Воронин датировал днем смерти святого — 2 февраля 1238 года
7 февраля 1238 года монголы захватили укрепления Нового города. Князья и их семьи, епископ Митрофан перешли в Печерний город, где владыка вместе с княгинями, княжнами и детьми затворился в Успенском соборе. Войско Батыя стало одолевать и братья решили выйти ему навстречу с дарами. Однако, по свидетельству летописца, Батый пренебрег молодостью Всеволода:

 яко свѣрпъıи звѣрь не пощади оуности его, велѣ предъ собою зарѣзати и градъ вѣсь избье, епископоу же преподобномоу во цѣрквь оубѣгшоу со княгинею и с дѣтми и повѣлѣ нечѣстивыи огнемь зажещи.
Накануне гибели Всеволод принял от владыки Митрофана иноческий образ. По взятии татарами Владимира он был найден вне городской черты. Мстислав также погиб «вне града». Указывается, что оба брата отправились на переговоры и были замучены в ханской ставке. Подробный рассказ о гибели князей содержится в Ипатьевской летописи.

### Смерть женщин и детей
Затем во взятом городе погибли женщины, приняв прежде монашеский постриг, и внуки Юрия Всеволодовича. Они заперлись на хорах Успенского собора, который был сожжен. Лаврентьевская летопись сообщает о гибели 7 февраля 1238 года великой княгини Агафии «з детми, и со снохами, и со внучаты».
«лета 6745 года месяца февраля в 7 день татарове приступиша ко Владимиру и взяша град. Епископ Митрофан и княгиня Юрьева Агафия с дщерью Феодорою, со снохами и со внучата затворишася в церкви Святыя Богородицы в палатех и тако огнем без милости запалени быша и тако скончашася. Господи, приими в мире души раб Своих».
Сам глава семейства Юрий Всеволодович в городе отсутствовал, но погиб 4 марта того же года в битве на реке Сити (также канонизирован в соборе Владимирских святых). Вся семья Юрия погибла, из всего его потомства уцелела лишь дочь Добрава, бывшая с 1226 года замужем за Васильком Романовичем, князем Волынским.

## Останки

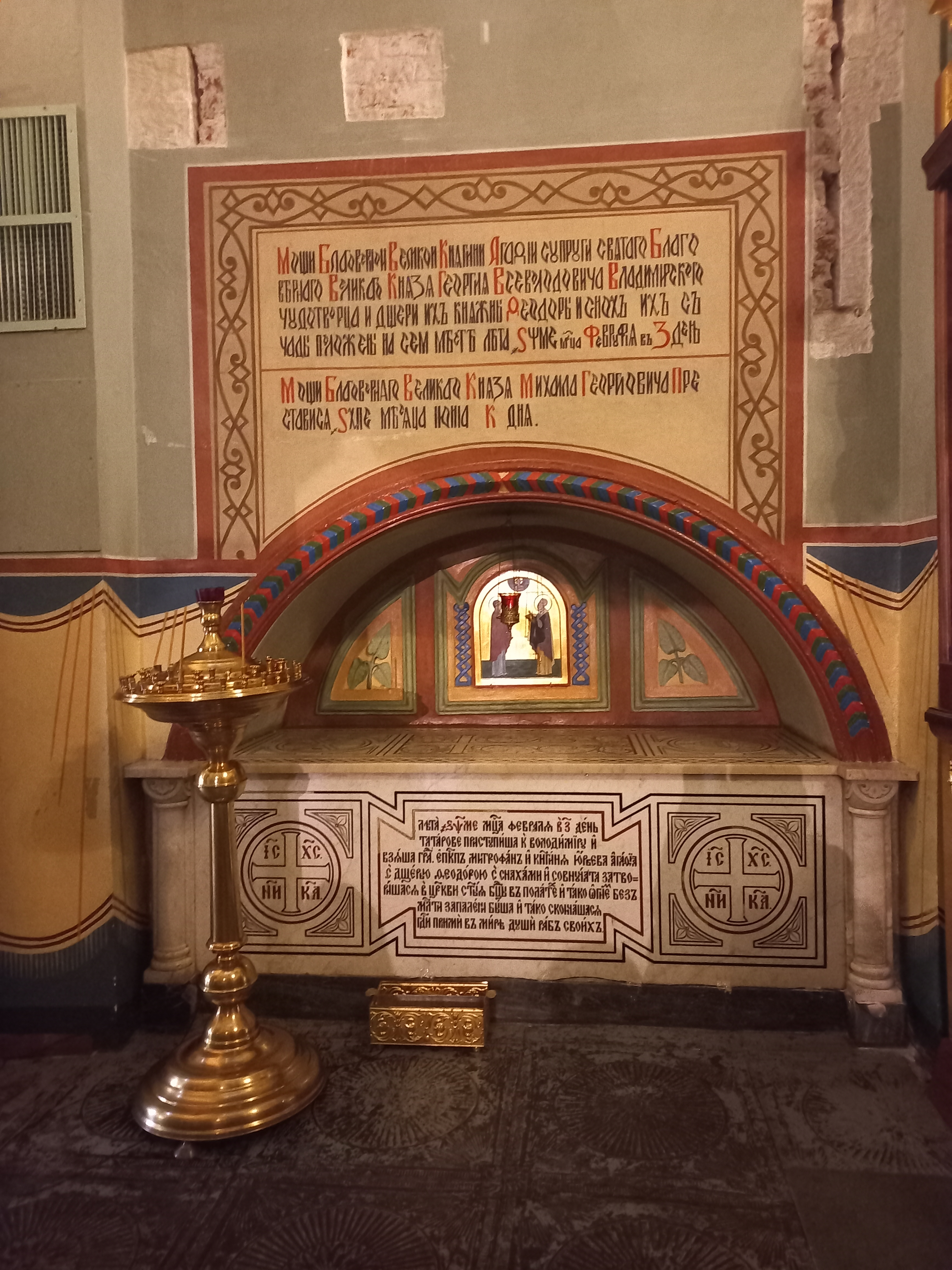
Гробница Агафьи, дочери и невесток в Успенском соборе

Сообщают, что прибывший вскоре на великое Владимирское княжение Ярослав — брат погибшего Юрия, похоронил останки сродников и святителя Митрофана в соборном храме; сюда же он перенес из Ростова и останки брата. Останки были положены в гробницу с мощами преставившегося в 1176 году благоверного великого князя Михаила Георгиевича
- По некоторым указаниям, кости княгини и всех сожженных «владимирцев сложены в заделанном наглухо склепе владимирского Успенского собора»[12]. В настоящий момент могилу погибших женщин и младенцев показывают в соборе.
- Всеволод был найден вне городской черты и похоронен вместе с братьями Мстиславом и Владимиром в Георгиевском приделе Успенского собора. Там же находилось захоронение их дяди Феодора-Ярослава Всеволодовича (ум. 1246), отравленного в Орде. «Во время реставрации Успенского собора в 1882 г. захоронения были освидетельствованы. В гробнице святого Владимира помимо его останков лежало множество сложенных в беспорядке костей. В нач. XX в. гробница с мощами святого Владимира находилась в правом придельном алтаре в нише, на которой была высечена надпись: "Мощи благоверного великого князя Владимира Георгиевича положены на сем месте в лето 6745 февраля 7 дня"»[4].

## Канонизация
В 1645 году нетленные мощи князя Юрия были обретены и 5 января 1645 года патриарх Иосиф инициировал процесс канонизации святого Георгия Православной Церковью в составе Собора Владимирских святых.
Сами владимирские мученики были канонизированы в составе того же собора. Память совершается в составе собора 6 июля (23 июня по старому стилю); а также 4 февраля. О возможной канонизации Всеволода, Владимира во второй половине XVII века свидетельствует их упоминание в «Описании о российских святых».